# Cotiso
Cotiso a fost un rege dac care a stăpânit în zona munților dintre Banat și Oltenia, cu o oarecare aproximație, de la începutul domniei lui Augustus (27 î.Hr.) și despre care autorul antic Florus ne spune acesta obișnuia să atace garnizoanele romane aflate pe teritoriul din sudul Dunării, atunci când aceasta era înghețată. După victoria lui Octavian în războaiele civile, romanii au luat măsuri de pedepsire a regelui dac, decapitându-l și transportând capul acestuia la Roma unde a fost arătat mulțimii ca asigurare că armata romană nu va mai fi atacată de armata dacă.
Istoricul Florus ne-a lăsat următorul pasaj privind localizarea Regelui Cotiso: Dacii trăiesc nedeslipiți de munți.  De acolo, sub conducerea regelui Cotiso, obișnuiau să coboare și să pustiască ținuturile vecine, ori de cîte ori Dunărea, înghețată de ger, își unea malurile. Împăratul Augustus a hotărît să îndepărteze această populație, de care era foarte greu să te apropii. Astfel, l-a trimis pe Lentullus și i-a alungat pe malul de dincolo al Dunării; dincoace au fost așezate garnizoane. Astfel, atunci dacii n-au fost înfrânți, ci doar respinși și împrăștiați.
Cotiso este menționat și de Suetonius, într-un pasaj din biografia lui Augustus. Astfel, relatând conflictul deschis izbucnit între Octavian (viitorul împărat Augustus) și colegul său de triumvirat Marcus Antonius, istoricul-biograf scrie: M. Antonius scrie că Octavian a făgăduit-o pe Iulia mai întâi fiului său Antonius, apoi lui Cotiso, regele geților, și că tot atunci a cerut, în schimb, în căsătorie, chiar pentru el pe fiica regelui.
Al treilea izvor care amintește pe acest rege este Horațiu. Într-una din odele sale, datând din anul 29 î.Hr., poetul scrie: Occidit Daci Cotisonis agmen („armata dacului Cotiso a pierit").

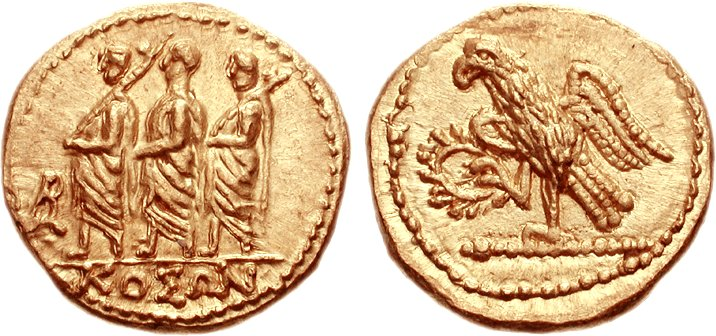
Monede dacice de tip Koson

Conchidem că Suetoniu vorbește despre regele get Coson și nu despre Cotiso (grafia Cosini trebuie să fie o coruptelă din Cosoni), scria istoricul-arheolog citat; apoi în continuare: In cazul acesta, reconstituirea probabilă a istoriei lui ar fi, in linii mari, următoarea: ajuns la 44 î.e.n. stăpân pe o parte a moștenirii teritoriale a lui Burebista, Coson intră în legături cu Brutus care, în Macedonia, se pregătea de luptă împotriva triumvirilor. Probabil că regele get îi dăduse lui Brutus ostași, primind în schimb bani buni de aur cu numele lui, dar cu figurația luată de pe monedele generalului roman. În bătălia de la Philippi însă (42 î.e.n.), Brutus e învins și se sinucide. Dobândind de la Octavian iertare pentru neinspirata alianță cu dușmanul său, Coson ajunge în relații destul de bune cu el pentru ca, prin anii 32—31, zvonuri despre o proiectată încuscrire a lor să poată fi puse în circulație la Roma". În acest caz, Coson, rege get, ar fi diferit de Cotiso, despre care Quintus Horatius Flaccus și Florus scriu că era dac. În realitate, deosebirea între geți și daci — două ramuri ale aceluiași trunchi— nu era nicidecum atât de tranșantă, încît să se poată vorbi de doi regi diferiți. Probabil că este vorba totuși de unul și același rege, forma Coson fiind contrasă din aceea mai răspândită, Cotiso. Pentru aceasta ar mai pleda și urmele dace din Munții Orăștiei. Cotiso nu pare a fi totuși un rege al formațiunii centrale din Transilvania, deoarece — dacă dăm crezare lui Iordanes —, după Burebista, domnia au luat-o succesiv Deceneu, Comosicus și Coryllus. Este posibil, deci, de a-l considera un rege domnind în ținuturile de deal și munte ale Olteniei (și Banatului?). El poate fi un predecesor al acelui basileas Thiamarkos cunoscut din inscripția de pe fragmentele ceramice de la Ocnița.